# Ernesto Neto
Ernesto Saboia de Albuquerque Neto (Rio de Janeiro, 1964) é um artista plástico brasileiro.

## Carreira
No início da carreira, sua trajetória é marcada pelas obras dos artistas José Resende (1945) e Tunga (1952), na exploração das articulações formal e simbólicas entre matérias diversas. Ele aprendeu muito com o artista plástico Roberto Moriconi que o ajudou a subir em sua carreira.
Suas esculturas que são compostas por elementos em tecido de lycra, algodão e poliamida e recheados com bolinhas de chumbo, polipropileno, especiarias, miçangas, espuma e ervas, entre outros. Muitas vezes a união entre esses elementos cria grandes redes que já foram chamadas de colônias pelo artista. A mistura de materiais inusitados com a utilização de tensão, força, resistência e equilíbrio é o que aguça a curiosidade do espectador da obra.
Na obra A-B-A (chapa-corda-chapa), de 1987, explora a tensão estabelecida entre chapas retangulares de ferro, unidas por uma corda de nylon. Opta por procedimentos construtivos simples, que envolvem a articulação desses materiais também em relação ao ambiente circundante. Na instalação Copulônia (1989), insere pequenas esferas de chumbo em meias de poliamida, que pendem do teto ou se apresentam dispostas no chão. Explora assim o peso do metal, a plasticidade proporcionada pelas pequenas esferas e a aparente fragilidade do tecido.
No final dos anos 1980, Neto produziu a série dos "sacos de meia de seda", recheados de bolinhas de chumbo, que introduziram de maneira mais marcante no trabalho o caráter da sensualidade.
Com passagens acadêmicas pelo Museu de Arte Moderna do Rio de Janeiro e pela Escola de Artes Visuais do Parque Lage, Ernesto Neto tornou-se um dos mais conceituados artistas plásticos contemporâneos da atualidade.[carece de fontes?] Já teve trabalhos exibidos na Basileia, em Helsinque e em Londres. Suas instalações na Bienal de Veneza de 2001, por exemplo, foram expostas no Pavilhão Nacional do Brasil e no Grupo Internacional do Arsenale.

## Atualidade
Só na última década, ele participou de diversos festivais internacionais de arte e apresentou seus trabalhos em galerias e em museus dos cinco continentes.
Sua inspiração vem parcialmente de brasileiros do neoconcretismo do final da década de 1950 e início da década de 1960, como Lygia Clark e Hélio Oiticica, e das ideias rejeitadas do modernismo de abstração geométrica, que pretendiam equiparar a arte com organismos vivos em uma espécie de arquitetura orgânica, e convidam o espetador a ser um participante ativo.
Sua produção situa-se entre a escultura e a instalação. Ernesto Neto trabalha com instalações abstratas que muitas vezes ocupam todo o espaço da exposição. Passa a utilizar em suas obras, já nos anos 1990, elementos em tecido de lycra, algodão, poliamida e recheados com bolinhas de chumbo, polipropileno, especiarias, miçangas, espuma e ervas, entre outros. Com finas membranas esticadas ao máximo fixadas no teto, suas obras ficam penduradas no local e criam formas que são quase orgânicas. Às vezes, essas malhas finas e translúcidas são preenchidas com especiarias de variadas cores e aromas, como açafrão ou cravo da índia em pó e penduradas em formato de gotas, cogumelos enormes, às vezes ele cria esculturas peculiares que permite o visitante a senti-las através de pequenas aberturas na superfície. Ele também cria labirintos espaciais, no qual o visitante pode entrar e, assim, experimenta a obra e interage com ela.
A arte de Ernesto Neto é uma experiência que gera associações com o corpo e com alguma coisa orgânica. Ele descreve sua obra como uma exploração e uma representação da paisagem interna do organismo. É importante para Neto que o telespectador interaja ativamente e fisicamente com seu trabalho, seja tocando, cheirando ou sentindo.
Em algumas obras, os amontoados de temperos são dispostos no chão enquanto as extremidades dos tubos de tecido são amarradas no teto, gerando a verticalidade das esculturas e também uma interação com o espaço expositivo. As esculturas apresentam alusões ao corpo humano, no tecido que se assemelha à epiderme e nas formas sinuosas que se estabelecem no espaço.
Os títulos dos trabalhos reiteram a intenção do artista de situar o corpo humano na centralidade de sua obra: O Céu É a Anatomia do Meu Corpo ou Acontece na Fricção dos Corpos (ambas de 1998).
Algumas questões são constantes desde o início da carreira de Ernesto Neto: problemas de peso e resistência dos materiais, corpos com elasticidade que se sustentam sob pressão, organismos tratados como fluxo permanente de transformação.
Manuseáveis, eróticos e fluidos, esses objetos masculinos/femininos prolongavam-se no espaço, em estados móveis e aleatórios, como corpos ativos que distendesse sua ‘pele’. Na época, o artista falou desses objetos como forma de sentir sua ‘própria pele’ no trabalho, como se eles, ao se reproduzirem e se multiplicarem, fossem uma extensão sua – ‘pedaços de mim que proliferam’.
Ernesto Neto realiza ainda um outro grupo de trabalhos nos quais revela a vontade de capturar o corpo humano no interior das esculturas, como ocorre com Humanóides (2001), nas quais o espectador "veste" a escultura, o que transmite uma sensação de conforto e aconchego. Em trabalhos apresentados entre 2002 e 2003, ele utiliza basicamente luz e tecidos. Cria superfícies de lycra, dentro das quais o espectador pode caminhar, ficando imerso em campos de cor. O tecido deixa de ser o recipiente para os pigmentos e tornar-se, simultaneamente, matéria e cor.
O artista cria em suas obras espaços de intercâmbio, que solicitam do espectador a superação da experiência meramente visual, aguçando seus sentidos. O corpo prevalece como eixo de sua proposta. Emprega constantemente formas que se tocam no espaço, estabelecendo sugestões de sensualidade e de união física, presentes em grande parte de sua produção.
Cada elemento constitutivo exerce função indispensável para manter o conjunto coeso, seja pelo poder de induzir ou sofrer alterações, seja pela faculdade de criar resistência ou canalizar energia de tração. Partindo da alteração da superfície, dá-se o acontecimento: através dos fios tracionados desencadeia-se o fluxo constante de energia vital em todos os sentidos. Tensão, força, resistência, equilíbrio são resultados de cálculos intuitivos que o artista torna possível no embate corporal com o material. A estruturação do trabalho requer movimentos precisos, pois há risco sempre presente de uma catástrofe iminente. Qualquer gesto abrupto ou mal calculado, qualquer modificação não estudada desequilibra as forças vetoriais e o trabalho pode ruir. Desfeita a tensão, o acontecimento não se concretizaria.
A tensão levada ao limite, a fragilidade e a dinâmica das estruturas são comprovadas quando o trabalho é tocado. Há então um entendimento físico-estrutural da obra, onde a forma é consequência das necessidades funcionais e os materiais preenchem quesitos de peso, elasticidade e resistência.
Na parede do ambiente doméstico montado por Ernesto Neto na Galeria Artur Fidalgo, em Copacabana, há uma frase escrita à esferográfica: "ideia é isso que cabe dentro".
Os pingos que caem, as formas no chão, é como se o espaço se bastasse a si mesmo, fosse dinâmico sem a interferência dos visitantes que por ele andam, o próprio espaço criando ao se criar.